# Macratria robustior
Macratria robustior là một loài bọ cánh cứng trong họ Anthicidae. Loài này được Annam Pic miêu tả khoa học năm 1923.